# Jagdstaffel 30
A Jagdstaffel 30, conhecida também por Jasta 30, foi um esquadra de aeronaves da Luftstreitkräfte, o braço aéreo das forças armadas alemãs durante a Primeira Guerra Mundial. A sua primeira perda ocorreu a 15 de Fevereiro de 1916 e a sua primeira vitória a 28 de Março do mesmo ano. No total, a esquadra abateu 63 aeronaves inimigas, sacrificando a vida de 12 dos seus pilotos. O maior ás da Jasta 30 foi Hans Bethge.

## Aeronaves
- Pfalz D.III
- Halberstadt D.III